# Davos 1917
Davos 1917 és una sèrie de televisió de producció suïssa i alemanya que consta de 6 episodis. Es va distribuir a Suïssa pel servei d'estríming Play Suisse el 15 de desembre de 2023 i es va emetre per SRF 1 des del 17 el 20 de desembre de 2023. A Alemanya es va emetre pel canal Das Erste el 20 i 21 de desembre de 2023. La història de ficció està ambientada al municipi suís de Davos, al cantó dels Grisons, l'any 1917. S'inspira en les infermeres suïsses que van servir al front a França durant la Primera Guerra Mundial i al mateix temps explica la història de la infermera Johanna Gabathuler que es va convertir en espia per motius purament personals i que finalment es troba atrapada entre els fronts d'espionatge a la Suïssa neutral . S'ha doblat i subtitulat al català per a FilminCAT.
S'ha emès en diferents països, com a Itàlia a través del Canale 5 del 19 de juny al 3 de juliol de 2024.
La sèrie està creada per Adrian Illien, Thomas Hess i Michael Sauter, que també van escriure el guió amb Julia Penner. És dirigida per Jan-Eric Mack, Anca Miruna Lăzărescu i Christian Theede i produïda per Contrast Film, Letterbox Filmproduktion, Amalia Film, SRF i ARD Degeto. Els directors de càsting són Emrah Ertem i Nina Moser.